# Quy tắc loại trừ
Trong triết học, một quy tắc loại trừ hay Dao cạo là một nguyên tắc hay quy tắc chung cho phép loại bỏ (cạo) những cách giải thích ít có khả năng là sự thật cho một hiện tượng.
Các quy tắc chính bao gồm:
- Quy tắc loại trừ Occam: Khi có nhiều giả thuyết để giải thích cho một hiện tượng, thì chọn giả thuyết nào đơn giản, cần ít điều kiện nhất. Không đưa ra điều kiện nếu không nhất thiết.
  - Ví dụ: Một học trò không nộp bài tập về nhà không giải thích lý do.
    - Giải thích A: Học trò không làm bài tập về nhà.
    - Giải thích B: Học trò có làm bài nhưng chó ăn mất và xấu hổ không nói nên không mang nộp.
    - Kết luận: Nên loại trừ B và chọn A vì giải thích B phức tạp và cần nhiều giả định hơn.
- Quy tắc loại trừ Grice: Khi ý tưởng và câu chữ khác nhau, chọn ý trước khi chọn lời nói hoặc câu chữ.[2][3]
  - Ví dụ: Trời mưa đúng lúc đi dã ngoại. Một thành viên nói: "Tuyệt nhỉ?" 
    - Giải thích A:Thành viên này thích trời mưa và thích mọi người bị ướt.
    - Giải thích B: Thành viên này nói trào phúng với ý không thích trời mưa.
    - Kết luận: Nên loại trừ A và chọn B.
- Quy tắc loại trừ Hanlon: Không bao giờ quy kết hành động có ý đồ xấu xa nếu có thể giải thích một cách thỏa đáng hành động đó bằng sự ngu dốt hay bất cẩn.[4]
  - Ví dụ: Một người tông xe vào người phía trước.
    - Giải thích A: Người tông xe muốn giết người phía trước.
    - Giải thích B: Người tông xe bất cẩn không nhìn.
    - Kết luận: Nên loại trừ A và chọn B vì riêng B đã đủ giải thích sự việc rồi.

  - Ví dụ: Chị A vừa chia tay người yêu đã đính hôn hôm qua. Đồng nghiệp chị A hỏi khi nào chị A tổ chức tiệc cưới. Quy tắc Hanlon nói không nên quy kết câu hỏi này có ý đồ xấu vì đồng nghiệp này không biết chị A đã chia tay.
- Quy tắc loại trừ Hume: "Với quan hệ nhân-quả, khi nguyên nhân không tạo ra được kết quả, thì phải loại trừ nguyên nhân đó, hoặc bổ sung định lượng của nguyên nhân để đủ gây ra được kết quả."[5][6]
  - Ví dụ: Nhà một người vừa bị sập vào đúng khi một chiếc xe hơi đỗ gần đó khởi động.
    - Giải thích A: Khởi động xe làm cho nhà sập.
    - Giải thích B: Khởi động xe không làm cho nhà sập.
    - Kết luận: Nên loại trừ A và chọn giải thích B. Các căn nhà bên cạnh căn nhà đó không sập vì chiếc xe nổ máy.
- Quy tắc loại trừ Hitchens: "Điều gì khẳng định không cần bằng chứng thì phủ định cũng không cần bằng chứng." Khi đưa ra một giả thuyết thì trách nhiệm chứng minh là của người đưa ra.
  - Ví dụ: Ông Tư khẳng định là có một con rồng đang nằm trên đỉnh núi gần nhà. Hàng xóm ông Tư không tin ông ta. Quy tắc Hitchens nói trách nhiệm chứng minh có con rồng nằm trên đỉnh núi là của ông Tư, hàng xóm của ông ta không cần mất thời gian đi chứng minh ở trên đỉnh núi không có con rồng.
- Quy tắc loại trừ Newton/Alder: Điều gì mà không phân định đúng sai được bằng thí nghiệm hay quan sát thì không cần phải tranh luận.
  - Ví dụ: Ông Sáu khẳng định Chúa trời đã sinh ra vũ trụ. Việc này không thể phân định được đúng sai bằng quan sát hay thí nghiệm nên quy tắc Adler nói không nên tốn thời gian vào việc khẳng định hay phủ định việc này.
- Quy tắc thử sai Popper: Một giả thuyết được coi là giả thuyết khoa học chỉ khi nó có thể được chứng minh là sai.
  - Ví dụ: Giả thuyết khẳng định "Chuỗi DNA của con người thay đổi vì phóng xạ gamma" là một giả thuyết có thể kiểm chứng được. Nếu trong hiện tại hoặc tương lai, con người giải mã trình tự gene mà thấy chuỗi DNA của con người không thay đổi vì phóng xạ, thì giả thuyết này có thể được chứng minh là sai. Vì vậy, bất kể đúng hay sai ở thời điểm nào, giả thuyết này được coi là một giả thuyết khoa học.
  - Ví dụ: Ông A bị mất một chiếc đồng hồ quý trong phòng làm việc. Ông ta đặt giả thuyết bà lao công đã lấy cắp. Nếu cảnh sát lục soát nhà của bà lao công và thấy chiếc đồng hồ, ông A đúng. Nếu cảnh sát lục soát nhà bà lao công và không thấy chiếc đồng hồ, ông A nói bà ta đã bán đi rồi, và ông A vẫn đúng. Giả thuyết của ông A không bao giờ chứng minh là sai được nên không phải là một giả thuyết khoa học. Tuy nhiên, nếu giả thuyết của ông A là bà lao công đã lấy để giấu ở nhà, thì đó là một giả thuyết khoa học.
- Quy tắc loại trừ Rand: Khái niệm  không nên được định nghĩa theo nhóm một cách không cần thiết.[7]
  - Ví dụ: Không nên định nghĩa khái niệm "Những người đẹp tóc ngắn tuổi 20." Khái niệm này bao gồm một số khái niệm nhỏ: "người đẹp," "tóc ngắn" và "tuổi 20". Tập hợp này không cần thiết phải được định nghĩa dưới một khái niệm. Nếu ta mất công đi định nghĩa những nhóm đặc biệt để tìm ra các thuộc tính riêng của họ thì sẽ có vô số nhóm ta phải nghiên cứu trên cả xã hội ("Những người đẹp tóc ngắn tuổi 20" thì khác như thế nào so với "Những người đẹp tóc dài tuổi 25"?)